# 物干しスタンド

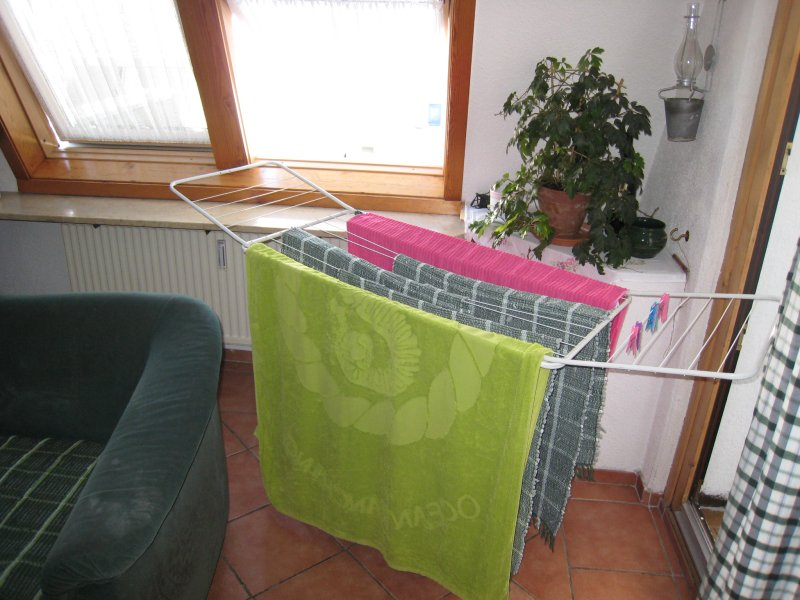
物干しスタンド

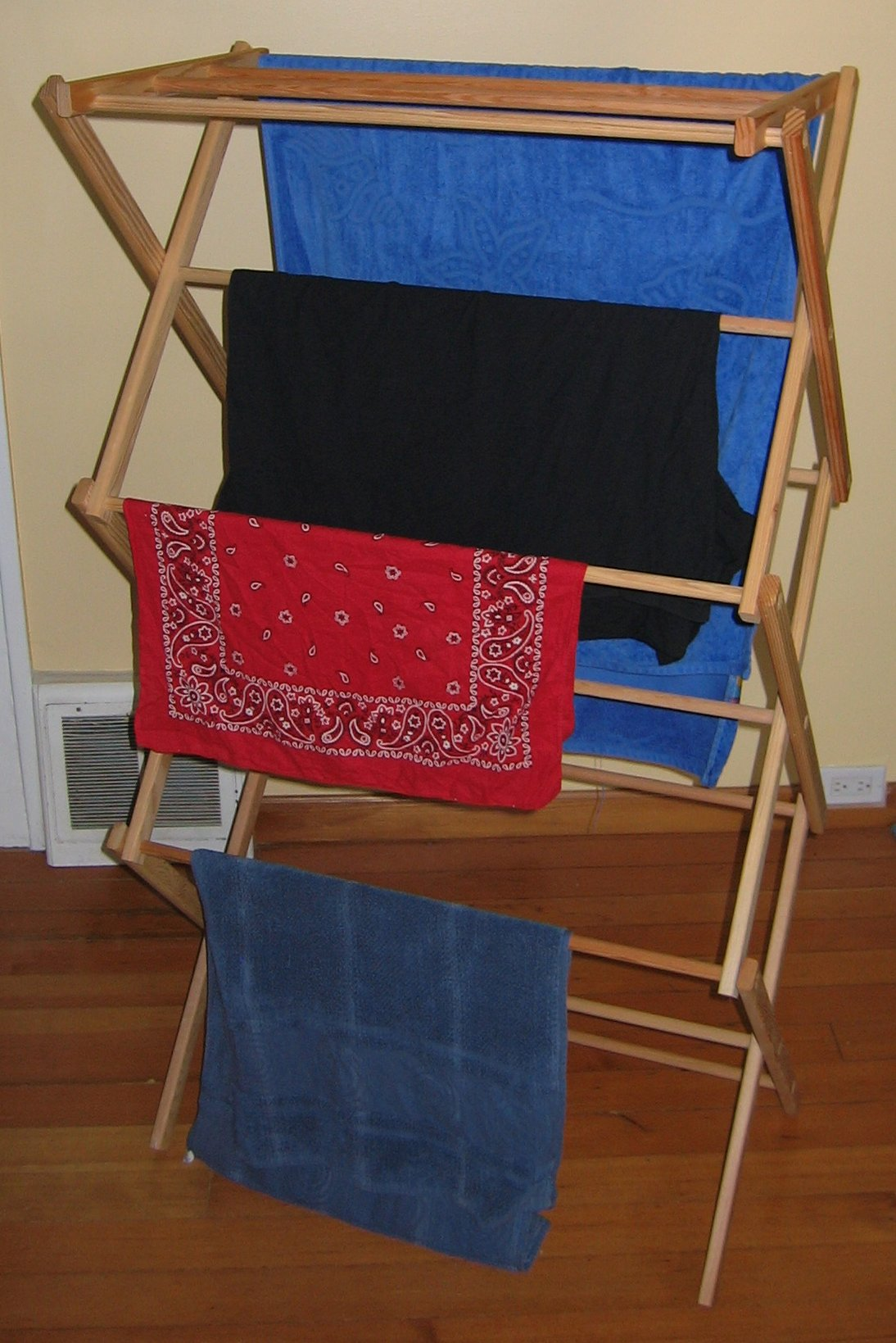
物干しスタンド

物干しスタンド（ものほしスタンド、英: Clothes drying stand）は、室内で洗濯物を干すために用いられる物干し器のうち自立型（スタンド）のもの。物干し台とも呼ばれている。

## 材質と構造
材質は主に、鉄やステンレス鋼、アルミニウムなどの金属製で、防錆加工を施した鉄製のものが一般的である。クロスドライヤーには多種多様な形状があるが、基本的な構造は、内部が中空でパイプ状のフレームに、物干し部分となるラインが張られている。ジョイント部分が可動し、折り畳んで収納できるタイプが多い。

## 使用方法
物干し部分となるラインに、洗濯物（衣類やタオル）を掛けて干す。シャツをハンガーに掛けずに、そのままライン部分に干すこともある。通常は室内で使用されるが、十分なスペースがあればベランダやバルコニーなどの屋外でも使用できる。

## ヨーロッパの洗濯事情
ヨーロッパの都市部では街の景観を壊すという理由から、ベランダなど外から見える場所に洗濯物を干す習慣がなく、室内干しがほとんどである。その場合、洗濯物を干す際は物干しスタンド、もしくは衣類乾燥機を使う。